# Pon Pon Chapel
Die Pon Pon Chapel (auch Pon Pon Chapel of Ease oder Burnt Church) ist eine im National Register of Historic Places eingetragene Kirchenruine im Colleton County in South Carolina. Die zugehörige Ortslage wird auch Burnt Church Crossroads genannt.
Die Kirche liegt etwa drei Meilen nördlich von Jacksonboro, dem ehemaligen Pon Pon. Hier kreuzen sich die Landstraßen Jacksonboro Road und Parkers Ferry Road. Charleston ist etwa 35 Meilen entfernt.
1706 wurde der St. Bartholomew’s Parish gegründet, damals fungierte er gleichzeitig als Pfarrei und Verwaltungsbezirk. Da sich die Kirchenoberen aber nicht für einen zentralen Ort für eine Pfarrkirche entscheiden konnten, wurden im Bezirk mehrere Filialkirchen (chapels of ease) geplant. Nach dem Yamasee-Krieg rückte die Hauptkirche in noch weitere Ferne. Die Pon Pon Chapel of Ease wurde 1725 als erstes Kirchengebäude im Parish genehmigt und befand sich an der vielbefahrenen Parkers Ferry Road, die damals Charleston und Savannah verband. Das erste Kirchengebäude war eine Holzkirche. 1737 reiste John Wesley durch das Gebiet und hielt in der Kirche zwei Predigten. Nach Sturmschäden wurde 1754 die Backsteinkirche errichtet, deren Ruinen heute noch stehen. Nach einem Feuer um 1801 kannte man das Gebäude auch als Burnt Church (dt. etwa ausgebrannte Kirche), um 1822 wurde sie jedoch renoviert. 1832 brannte das Gebäude erneut aus und ist seitdem verlassen.
1959 beschädigte der Hurrikan Gracie den runden Giebel der Ruine. Seit den 1970er-Jahren bemühte sich der lokale Geschichts- und Denkmalschutzverein um die Ruine und erwarb das Grundstück. Am 5. Januar 1972 wurde die ehemalige Kirche ins National Register of Historic Places aufgenommen, etwa drei Jahre später konnte sie restauriert und gesichert werden. Im Juli 2020 stürzte die Frontfassade der Ruine teilweise ein, die Ursachen waren unbekannt. Der Geschichtsverein konnte 2023 mit Fördermitteln des Bundesstaats mit dem Wiederaufbau beginnen und das Gelände in Teilen wieder öffnen. Die Bauarbeiten sollen 2026 abgeschlossen sein.
Zum Kirchengelände gehört auch ein Friedhof, auf dem unter anderem die Abgeordneten Aedanus Burke und O’Brien Smith beigesetzt wurden.